# 소련의 역사 (1927년 ~ 1953년)
1927년부터 1953년까지 소비에트 연방의 역사는 흔히 스탈린의 지배기로도 불린다. 그는 소련의 대규모 공업 발전을 위해 거대한 경제 계획을 세웠고 이 계획을 강력히 밀어붙였다. 이로 인해 소련은 미국에 필적하는 발전된 공업 국가가 되었다. 또한 그는 대규모의 관료제를 창출했는데, 이들은 노멘클라투라라는 계층을 형성하게 된다. 이들은 대숙청에 기여하였는데, 이로 인해 수백만 인민이 사망하기도 하였다. 스탈린 통치 기간 동안 그는 비밀 경찰 제도와 강제 수용소 제도를 발전시켜 나갔다. 또한 몇 차례의 대숙청이 있었으며, 소련은 점점 러시아 혁명의 정신과 거리가 멀어지게 되었다.
제2차 세계 대전을 소련은 대조국전쟁이라는 명칭으로 불렀다. 2차 대전 동안 소련의 민간인 피해는 전체 민간인 피해의 1/2에 달할 정도로 심각했다. 제2차 세계 대전에서 승리한 소련은 중앙유럽을 점령하고 공산주의 정부를 세웠다. 소련과 그 주변 동유럽 국가로 구성된 이 지역은 흔히 '소비에트 블록'으로 불리며, 미국 중심의 "제1세계"에 대비된 "제2세계"로 불리게 되었다.
한국 전쟁과 전쟁까지의 과정은 냉전의 단면을 잘 보여주는 사례이다. 스탈린이 죽기 3년 전에 발발한 이 전쟁에서 대한민국과 조선민주주의인민공화국은 각각 미국과 소련의 영향을 강하게 받고 있었다. 또한 전후 협상에서도 양국의 지도부가 협상장에 참석하였다.
일부 트로츠키주의 성향의 마르크스주의자들은 이 시기 동안 소련 사회에 근본적인 변화가 일어나 공산주의 사회가 국가자본주의 사회로 변화하였다고 주장하고 있다.

## 공화국의 발전

### 계획경제
1927년 12월 열린 소련공산당의 15차 당 대회에서 스탈린은 트로츠키를 추방함으로써 좌익반대파를 공격하였다. 또한 레닌의 신경제정책을 폐기함으로써 부하린과 류코프의 우익반대파에 대한 공격을 같이 열어간다.1차 여기까지 필기 자본주의 국가들의 포위를 돌파하기 위해 스탈린은 빠른 속도로 중공업 발전을 이룩해야 한다고 주장하였다. 그는 소련이 미국, 영국, 프랑스, 독일과 같은 주요 자본주의 산업국가에 비해 50~100년여 뒤쳐졌다고 강조하며, 10년 안에 이 차이를 줄여야 한다고 말했다.
소련 국가 체제의 대대적 개편을 위해 스탈린의 소련공산당은 국가계획위원회(Госплан, Gosplan)을 설립하였다. 이 위원회를 통해 스탈린은 공업화에 대한 구체적인 계획을 세웠다. 1929년 4월, 국가계획위원회는 전반적으로 농업에 치중하던 소련을 공업화를 실행시키기 위한 문건을 발표하였다. 1,700 페이지에 달하는 이 문건이 바로 첫 번째 5개년 계획의 바탕이 되었다. 이 기간에 해당하는 1928년부터 1932년 동안 소련의 총자본금은 두 배로 증가했다.
레닌의 신경제정책에 탈피하여 시도된 첫 번째 5개년계획은 중앙 집중되고 중공업 위주로 편성된 계획경제를 세우게 된다. 그리고 엄청난 수의 농업 인구가 존재한 거대한 농업 국가가 공업 강대국으로 재편되기 시작한다. 이것의 초기 목적은 미래의 기하급수적 경제 발전을 위한 초석을 놓는 것이었다.
첫 번째 5개년계획으로 시작된 소련의 새로운 경제 정책은 일련의 경제계획 제도를 필요로 하게 되었다. 첫 번째 5개년계획은 중공업 발전에 필요한 자연 자원의 산출량을 늘리는 데 집중하였다. 소련의 경제는 빠른 속도로 성장했다. 당시 소련의 경제발전 속도는 역사상 어느 국가보다도 빨랐다. 스탈린의 주요 반대자인 트로츠키 역시 소련이 매우 엄청난 공업화를 이룩했음을 인정하였다.

### 공업화

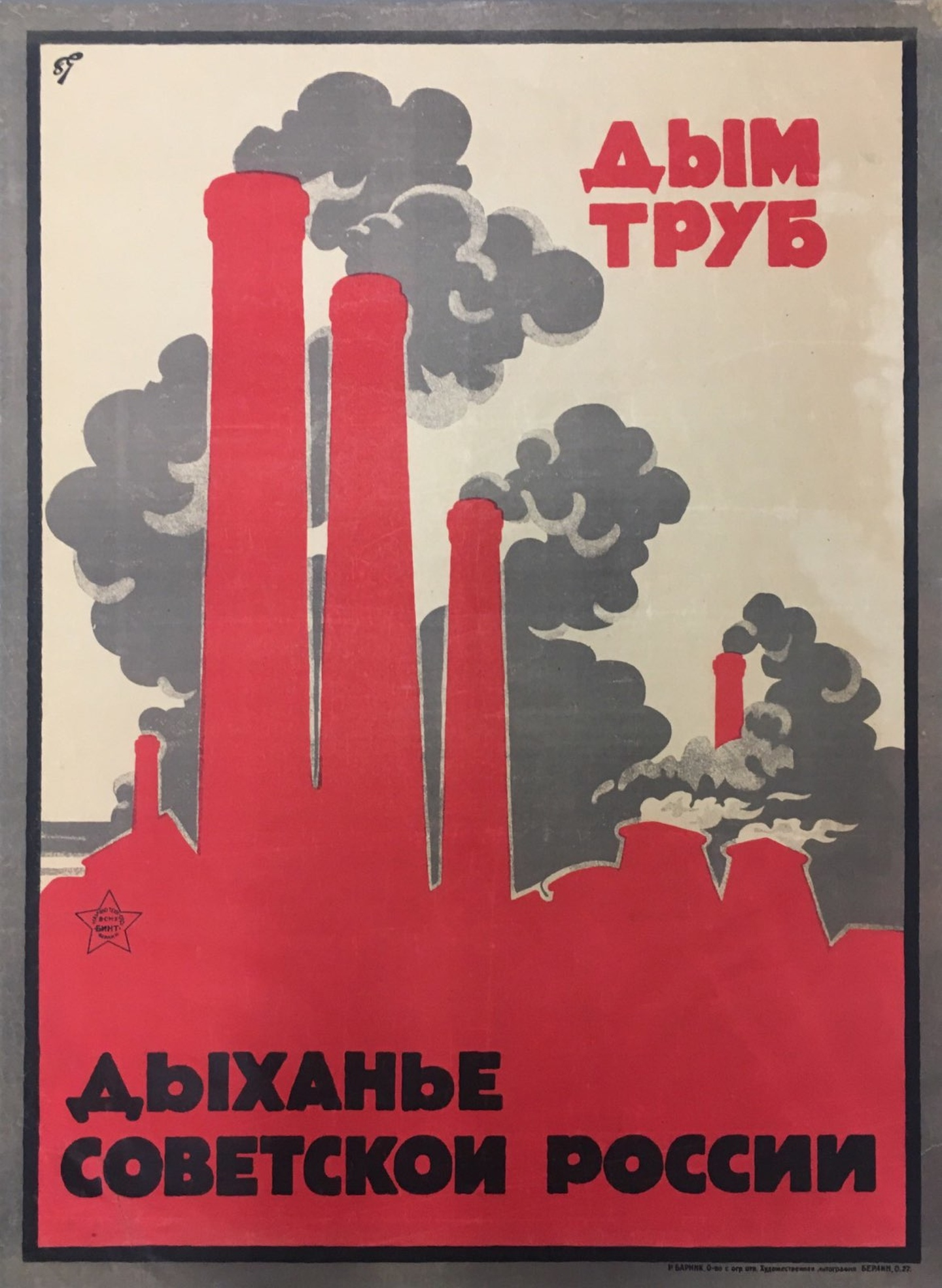
대규모 공업화의 상징

자원의 대폭적 동원은 소련의 공업 기반을 확대하는 데 기여한다. 더 높은 수준의 개발을 위한 공업 기반시설에 필요한 선철의 경우, 1차 5개년계획 기간 동안 생산량이 330만 톤에서 620만 톤으로 증가하였다. 석탄의 경우는 3540만 톤에서 6400만 톤으로, 철광석의 경우 570만 톤에서 1900만 톤으로 증가하였다. 또한 이 기간 동안 각종 공업지대가 들어섰다. 모스크바나 고르키 지역에는 자동차 설비, 우랄산맥 등지에는 중기계 설비, 스탈린그라드 주변에는 트랙터 설비가 들어섰다.
당시 소련은 각종 경제지표를 근거로 첫 번째 5개년계획을 4년 만에 93.7% 달성하였다고 발표하였다. 특히 중공업 분야는 108%로 초과 달성하였다고 발표하였다. 1932년 12월에 스탈린은 이 계획을 중앙 위원회의 성공이라 평가하며 석탄, 철광석 등의 생산량 증가가 미래의 발전의 동력이 될 것이라고 전망하였다.
두 번째 5개년계획은 1933년부터 1937년까지 진행되었다. 앞선 거대한 투자를 바탕으로 공업은 매우 빠르게 성장하였다. 1937년 선철과 석탄의 생산량은 각각 1,450만, 1억 2,700만 톤으로 비약적 성장세를 보였다. 또한 독일과 일본의 전쟁 위협에 대비하여 군수산업을 많이 발전시켰다. 1930년대 말 소련은 미국에 이어 세계 2위의 경제 대국이 되었다.
5개년 계획을 통해 국가적 차원에서의 비약적 경제 성장은 성공을 거두었다. 하지만 공업 노동자들에게는 이것이 아주 가혹한 계획이었다. 할당량이 너무 많아 광부들은 하루에 16~18시간을 일해야만 했다. 그리고 작업 여건이 매우 부실했고, 심지어는 위험하기까지 했다. 1차 5개년계획 기간 동안 12만 명이 넘는 노동자들이 사망한 것으로 추산된다. 또한 강제노동수용소가 많이 운영되었다. 공업 지대를 건설하는 동안 강제노동수용소들의 피감자들이 가혹한 노동을 했다. 2차 5개년계획 때는 상황이 좀 더 나아졌다. 1930년대의 빠른 공업화는 교육의 보급과 밀접한 연관이 있다.
1921년부터 스탈린이 죽을 때까지, 370만에 달하는 사람들이 반혁명죄를 선고받았다. 이들 중 60만 명은 사형을 당했다. 또다른 240만 명은 강제노동수용소로 보내졌으며, 나머지 70만 명은 국외로 추방되었다. 더 많은 추정치를 제시하는 학자들도 있다. 1937~8년의 대숙청 기간은 이러한 억압의 절정을 보여주었다.

### 농업 집단화
1928년 11월, 소련공산당 중앙위원회는 농업에 대한 강제집단화의 도입을 결정한다. 이는 신경제정책과의 단절을 의미한다. 신경제정책에서는 농민들이 시장에서 자신의 생산품을 거래할 자유가 있었다. 곡물 징발이 증가하였으며, 농민들은 땅과 재산의 사적 소유를 포기하고 집단 농장에서 일하게 되었다. 또한 시장이 아니라 국가가 정한 헐값에 생산품을 팔아야만 했다.
1차 5개년계획의 성공을 위해 국가는 농업에 대한 통제력을 강화시켰다. 집단화를 통해 국가는 늘어나는 도시 인구를 부양하려 하였다. 또한 곡물 수출을 통해 얻은 외화를 가지고 중공업에 필요한 기술을 도입하려고 하였다.
1936년에 이르면 90% 이상의 농업이 집단화된다. 집단 농장에 들어가기 거부하는 농부들이 집단화에 반대하거나 자신들의 가축들을 죽이는 일도 많이 벌어졌다. 부농 집단인 쿨락의 반란이 유명하다. 나중에 '쿨락'은 부농층이 아니더라도 집단화에 반대하는 사람들을 지칭하는 표현이 되었다. 1929년 말에 스탈린은 쿨락층을 타파하려는 정책을 세운다. 그리고 이는 처형과 강제노동수용소 수용을 의미했다.
농업 집단화에 대한 기대에도 불구하고 집단화는 재앙으로 드러났다. 1940년이 될 때까지 집단화는 신경제정책 시절의 농업 생산량을 회복하지 못했다. 그리고 이것은 전국적인 기근 현상으로 이어졌다. 특히 우크라이나에서는 재앙적인 결말이 벌어졌다. 당시 우크라이나에서 기근으로 죽은 사람은 300만 명에 달할 것으로 추산된다. 소련 전체로는 5~6백만명 이상의 사람들이 죽었다.
여전히 당시 소련 인민들의 피해상에 대해서는 논란이 있다. 소련 측은 당시 기근의 존재를 부정하거나, 사망자의 숫자를 적게 내려 잡는 경향을 보이고 있었다. 1975년에 아브라모프와 코찰리는 1930년에 26만여 쿨락 가정이 강제노동수용소인 굴락으로 보내졌다고 추정하였다. 1979년에 로이 메드베데프는 위 연구를 바탕으로 1930년에서 1931년 사이에 250만여 명의 농민들이 유랑 생활을 했다고 추정하였다. 소련의 붕괴 이후 많은 자료들이 공개되면서 당시의 정확한 피해상을 집계하는 연구가 계속되고 있다.
현 발트 3국 지역에서는 1948년부터 농업 집단화가 시작되었다. 갖가지 살해, 추방, 테러 등을 동원한 끝에 1952년에는 집단화가 완료되었다. 그리고 다른 소련 지역에서와 마찬가지로 엄청난 농업 생산량 하락이 뒤따랐다.

### 사회 변화

노동자 계급과 농민층의 동맹을 상징하는 망치와 낫이 그려져 있다.

스탈린의 공업화 정책은 많은 부분에서 러시아인들의 삶의 질을 향상시키는 데에 기여하였다. 하지만 그만큼 많은 러시아인들의 인권을 억압했다.
1923년에 390만 명 정도이던 연간 고용수는 1937년에 가면 790만 명에 달하게 된다. 1926~1930년 기간 동안 도시 인구는 3천만 명에 달했다. 제정 시대부터 신경제정책 시기 동안 문제가 된 실업의 문제도 이 기간 동안에는 상당 부분 해소된다. 농업 강제 집단화, 천연자원 동원정책은 많은 일자리를 만들어 내었고, 실업률은 사실상 0에 가까워졌다. 또한 1928년에서 1940년에 이르는 동안 실질 임금을 삭감함으로써 대량 고용을 가능하게 하였다.
모스크바와 고르키의 자동차 생산단지와 중기계, 철광석 생산의 증대는 자동차 생산량을 비약적으로 늘렸다. 1931년에는 약 20만 대의 자동차를 생산하였다.
또한 공업 노동자의 숙련도를 위해 교육이 확대되었다. 1927년에는 790만 명의 학생들이 11만 여개소의 학교에 다니고 있었다. 1933년에는 이 수치가 학생 970만명, 학교 16만 개소가 되었다. 또한 900개의 전문인 양성기관과 566개의 공공 교육시설이 있었다. 또한 이 모든 과정이 국가에 의해 무료로 보장되었다.
또한 당시 소련에는 10월 혁명으로 시작된 각종 사회보장제도가 남아 있었다. 여성도 남성과 평등한 교육을 받을 수 있었으며, 고용에서의 평등도 법적으로 보장되었다. 소련 여성의 사회적 지위가 다른 국가의 여성보다 높았던 것은 사실이다.
또한 국가에서 운영하는 의료보장제도로 인해 기대 수명이 크게 증가하였다. 또한 의료제도 자체가 발달하였다. 광범위한 면역 프로그램을 통해 티푸스, 콜레라, 말라리아와 같은 질병에 대한 두려움이 상당히 줄어들었다. 또한 이들 병의 발병 횟수의 하락 덕분에 사람들의 평균 수병도 상승하였다.
스탈린 시기의 도시 여성들은 러시아와 소련 역사상 처음으로 출산 전 건강검진의 혜택을 받는 가운데 출산하였다. 또한 이렇게 태어난 아이들은 사상 처음으로 높은 문자해독률을 보인 세대가 되었다.
외국 사람들과의 교류도 활발하였다. 많은 기술자들이 외국에 나가 기술을 배우기도 하였으며, 외국 기술자들이 소련에 들어오기도 하였다. 철도를 비롯한 운송 수단의 발달도 비약적이었다.
그러나 이 모든 발전의 이면에는 굴락의 강제 노동이 있었다. 할당량을 초과 달성한 노동자들은 보상을 받았지만, 이는 극소수에 불과하였다. 또한 초과 달성 노동자들의 사례는 당국의 선전에 이용되었다.

## 대숙청
1920년대 후반부터 스탈린은 절대권력을 구축하기 위해 자신의 반대파들을 권력에서 배제시켜 왔다. 1934년에 세르게이 키로프를 숙청한 것을 시작으로 의심쩍은 정치적, 이념적 적들을 제거하는 데 암살, 강제노역 등의 방법을 폭넓게 사용하였다. 이것이 바로 '대숙청'이다. 대숙청의 대상자들은 주로 트로츠키처럼 혁명의 대열에 뛰어든 지 오래된 고참 볼셰비키 간부층이었다. 트로츠키는 이미 1927년에 당에서 제명되어 이듬해에 카자흐스탄으로 추방되었다. 1929년에 트로츠키는 소련을 완전히 떠나게 된다.
앞서 말했던 키로프의 죽음과 관련하여 스탈린은 지노비예프와 카메네프가 자신을 제거하려 들었다는 이유로 공개 재판을 통해 그들을 처형하였다.(1936년) 뒤이어 수많은 고참 볼셰비키들이 음모와 사보타주 의심을 받았다. 스탈린 시대에 있었던 여러 가지 생산력 후퇴나 공장에서의 사고 등이 모두 이들의 책임으로 돌려졌다. 이들 중 많은 수가 굴락에서 강제 노동을 하다 죽거나, 처형당했다. 이들 중에는 트로츠키의 아들인 레프 세도프도 포함되어 있다. 트로츠키도 1940년 멕시코에서 스탈린이 파견한 자객에게 살해당한다.
1936년 ~ 1937년의 기간은 일명 '대공포'(Great Terror)의 시대라고도 불린다. 수천명에 달하는 사람들이 아주 사소한 의심만 가지고도 처형되거나 수감되었다. 스탈린 시대에 사형 판결을 받은 사람이 4만 명에 달한다는 기록도 있다.
이 기간 동안에 집단적인 체포, 고문, 감금, 법 집행이 재판 없이 진행되었으며, 스탈린의 비밀경찰로부터 의심을 받은 사람은 매우 흔했다. 비밀경찰 제도를 이끈 내무인민위원회(NKVD)의 기록에 따르면 1937~8년 동안 70만명 가까운 사람들이 총살당했으며, 수십만 명에 달하는 정치범들이 굴락에서 강제노역에 종사했다고 나와 있다. 하지만 이마저도 축소된 숫자가 아니냐는 의심을 사고 있다.
당시 모스코바에서는 여러 번의 공개 재판(show trials)이 있었다. 특히 4번의 재판이 중요하게 여겨지는데, 1936년 12월의 '16인의 재판', 1937년 1월의 '17인의 재판', 1937년 6월 미하일 투하체프스키를 비롯한 적군 장군들에 대한 재판, 1938년 3월 부하린을 비롯한 '21인의 재판'이 그것이다.
1936년에 보다 혁신적인 헌법이 등장하기는 했으나, 소련 그리고 소련공산당의 권력은 스탈린의 수족이 되어 움직인 비밀경찰에 비해서는 부차적인 수준에 머물러 있었다. 스탈린은 비밀경찰을 통해 국가적 테러를 자행함으로써 자신의 독재권력을 튼튼히 하였다.

## 1941년 이전의 국제 관계
소련의 국제관계를 살펴보기 위해서는 당시 유럽 대륙의 강국이었던 프랑스와의 관계를 우선적으로 보아야 한다. 양국의 관계는 처음에는 적대적이었다. 1차대전 당시 소련은 독일과 휴전을 통해 전쟁에서 빠져나왔으며, 프랑스가 주도한 베르사유 체제에도 반대하는 입장을 가지고 있었다. 또한 소련이 중앙유럽의 예전 영토를 회복하려 하자, 프랑스는 거기에 반대하였다. 이로 인해 1920년대 소련의 외교정책은 친프랑스적이기보다는 친독일적인 색채를 가지게 되었다. 하지만 아돌프 히틀러가 집권한 이후 독일이 중앙유럽과 소련의 영토에 대한 야욕을 드러내자, 이러한 정책은 변화하게 되었다.
당시 소련의 외무상이었던 막심 리트비노프는 파리 강화 회의와 이후 조약의 내용들을 존중하는 쪽으로 정책을 선회하였다. 1935년 5월에는 프랑스, 체코슬로바키아와 상호원조 조약을 맺었다. 또한 코민테른을 통해 파시즘에 대항하는 인민전선 전략을 공식화했다. 하지만 소련에 대한 이념적 적대감이 여전히 남아 있었고, 소련 역시 독일과의 관계를 완전히 단절할 생각은 없었다. 또한 프랑스의 방어적인 군사 전략으로 인해 상호원조 조약은 제기능을 발휘하지 못했다.
한편 1936년부터는 스페인 내전이 발발한다. 소련은 스페인의 공화국 정부를 구원하기 위해 인적, 물적 원조를 보냈다. 독일, 이탈리아와 같은 파시스트 국가들은 프랑코 측에 적극적인 지원을 보냈다. 반면에 영국, 프랑스와 같은 1차대전의 연합군들은 독일과의 관계를 우려하여 스페인 내전에 아무런 개입을 하지 않았다. 소련 역시 독일만큼 적극적으로 내전에 참여하지는 않은 가운데 스페인 내전은 결국 프랑코 반란군의 승리로 막을 내린다.
스페인 내전 이후 나치 독일은 일본 제국, 이탈리아 왕국 그리고 기타 군소 국가들과 함께 방공 협정을 맺었으며, 이 협정을 맺은 국가들은 자국의 공산주의 운동을 억압하는 한편, 소련에 대항하는 동맹을 추구하였다. 이후 독일은 체코슬로바키아를 침략하여 점령하였다. 체코슬로바키아는 앞서 언급된 것처럼 소련과 상호원조 조약을 맺었지만, 양국 사이에 있는 폴란드와 루마니아의 불협조로 인해 소련으로부터 아무런 지원을 받지 못했다.
결국 소련은 스페인 내전의 과정동안 기존 연합군 측에 대한 환상도 깨져 버렸으며, 독일과의 관계도 틀어져버리는 결과만 낳았다. 시간이 흐를수록 유럽 대륙에는 불안한 전쟁의 기운이 감돌았으며, 소련 역시 어느 세력과 동맹할 것인지를 결정해야만 했다. 1939년 4월 스탈린은 영국, 프랑스와의 군사 동맹을 추진하는 동시에 베를린에 대사를 파견해 나치 독일과의 협상에 나섰다. 점증하고 있는 나치의 압력에 대한 문제인식은 공유하고 있었지만, 공산주의 국가에 대한 불신이 여전히 높았던 영국과 프랑스는 소련에게 만족할 만한 아무런 대답을 주지 못했다. 반면에 독일과의 협상은 빠르게 구체화되었다. 스탈린의 마음은 점점 독일 쪽으로 기울고 있었다.
독일과의 동맹은 빠르게 진행되었다. 같은 해 8월에는 상호불가침 조약인 몰로토프-리벤트로프 조약이 체결되었으며, 무역 협정도 같이 체결되었다. 또한 여기에는 폴란드 중심부를 기점으로 동유럽을 동서로 분할하는 비밀 조약이 포함되어 있었다. 이로써 소련은 동유럽 지역에 영향력을 행사할 수 있는 것은 물론, 잠재적인 독일의 침략에 대비한 완충 지대를 얻게 되었다. 협정 체결 후 9월 1일에 독일은 폴란드를 침공하였으며, 조약에 따라 소련도 9월 17일에 폴란드에 침공하였다. 소련은 폴란드의 저항세력을 억누르기 위해 처형을 실시한 것은 물론, 많은 반소련주의자들을 시베리아 유형길로 보낸다.
폴란드를 분할한 후 소련은 핀란드의 카리알라(Karelia)를 탐내게 된다. 소련은 항코(Hanko)의 해군 기지와 핀란드만의 섬들을 얻기를 원했으나 핀란드 정부가 이를 거절한다. 뒤이어 소련은 카리알라를 침공하게 된다. 이로써 겨울 전쟁이 시작되었다. 소련군은 수적으로 핀란드군을 압도하였으나 전쟁은 지지부진하게 이어졌다. 힘든 과정 끝에 결국 소련은 레닌그라드 북부의 몇몇 주요 지점을 병합하는 데에 성공한다. 하지만 이로 인해 국제적으로 소련을 성토하는 목소리가 높아졌으며, 12월 14일에는 유엔이 소련을 제명하는 데에 이른다.
그러나 소련은 독일과의 불가침조약을 믿고 1940년 들어 리투아니아, 라트비아, 에스토니아를 병합하였다. 같은 해 6월에 소련은 루마니아 대사에게 최후 통첩의 뜻을 전하며 베사라비야(Bessarabia)와 부코비나(Bukovina) 일부 지역의 양도를 요구하였다. 독일과 이탈리아 역시 루마니아가 소련의 뜻을 받아들이도록 압력을 행사하였다. 영국, 프랑스 측으로부터 아무런 지원을 받지 못한 가운데, 루마니아는 소련의 뜻을 받아들였다.

## 대조국 전쟁
소련의 '대조국 전쟁'(2차 세계대전)은 1941년 6월 22일 독일군의 침공으로 시작되었다.
사실 스탈린은 스파이를 통해 나치 독일의 침공 계획을 사전에 알고 있었다. 또한 윈스턴 처칠도 이러한 사태를 경고하였지만, 역시 무시되었다. 스탈린은 독일의 공격이 있으리라는 짐작은 했지만 이처럼 신속할 것이라고는 생각하지 못한 것이다. 이러한 스탈린의 실수에 힘입어 독일군은 초기에 준비되지 않은 소련군에게 큰 군사적 성공을 거두었다.
당시 소련군은 대숙청의 여파로 장교층이 대거 교체된 상태였다. 기존과 같은 지휘체계를 복원하기 위해서는 시간이 좀 더 필요했다. 또한 독일군의 침공 시점까지 소련은 군사 동원령도 내리지 않은 상태였다. 리처드 오버리와 같은 역사가들은 스탈린이 불가침조약을 굳게 믿고 있었으며, 첩자들의 증언에도 불구하고 독일군의 침공 사실을 믿으려 하지 않았다고 한다. 하지만 최근에 발견된 자료에 따르면 스탈린은 뱌체슬라프 몰로토프(외무성 인민위원), 세묜 티모셴코(국방성 인민위원), 게오르기 주코프(적군 총사령관), 니콜라이 쿠즈네초프(발트, 북코카서스 사령관), 보리스 샤포슈니코프(국방성 인민부위원) 등과 함께 회의를 열었다. 공격이 시작된 날 스탈린은 정부, 군부의 각 요인들과 끊임없이 회의를 열었다. 반면에 주코프의 회상록에 따르면, 스탈린은 전쟁이 시작되고 두문불출하다가 3일째 되는 날에서야 겨우 집무를 보러 나왔다.
독일군은 쾌속 진격하여 1941년 겨울에 모스크바의 근교까지 다다랐으나 모스크바 점령에는 실패하였다. 소련은 독일의 전격전에 맞서 신속하게 자신의 주요 기간시설을 후방으로 이동시켰으며, 빠르게 군을 재조직화하였다. 이어 백여만 명이 넘는 희생자를 남긴 스탈린그라드 전투에서 소련은 처음으로 전쟁의 주도권을 쥐게 된다. 이어 동시베리아 전선에 있던 병력이 합류하고, 후방에서 빠르게 군수물자 생산이 회복되면서 점점 소련에게 유리한 전세가 만들어졌다. 스탈린그라드 이후 결정적 전투였던 쿠르스크 전투에서 소련군은 대승을 거두고 이후 소련군의 서진이 시작되었다.
주코프와 이반 코네프는 즉시 국경을 넘어 독일의 국경으로 침범해 들어갔으며, 1945년 5월 2일 베를린에 남아있던 마지막 독일군으로부터 항복을 받아냈다.

### 전쟁의 유산
1944년 말부터 1949년까지 독일의 동부 지방은 소련군의 점령을 받는다. 소련군의 점령지역에서 1500만에 가까운 독일인들이 서쪽으로 쫓겨났으며, 그 자리를 슬라브계가 채웠다.
전체적으로 소련은 2차 대전에서 가장 큰 역할을 했다고 볼 수 있다. 서부 전선은 전쟁 말기에 가서 본격적으로 활성화되었을 뿐이다. 나치 독일의 '바르바로사 작전'으로 인하여 소련은 총 2천 8백만에 달하는 인적 손실을 보았다. 퇴각하는 소련군은 초토화 작전으로 독일군의 진격을 저지하려 했으며, 뒤이어 들어온 나치는 점령한 도시들에서 시민들을 학살하는 데 거리낌이 없었다. 많은 러시아인들이 유대인처럼 슬라브인을 인간 이하로 보는 나치의 이념에 희생되었다.
2차대전으로 인한 소련의 정확한 인명 손실 통계(민간인, 군인의 총 사망수)는 아직도 정확히 나온 것이 없다. 1946년 3월, 소련 당국의 발표에 따르면 전쟁으로 인해 총 7백만 명의 러시아인이 죽었다. 니키타 흐루쇼프 정권 때인 1956년에 이 수치는 2천만 명으로 상향 조정되었다. 1980년 소련의 국가통계위원회(고스콤스타트)는 2천 6~7백만 명 정도가 희생되었다고 발표하였다. 그 외에도 여러 가지 통계수치가 나와 있으나, 2/3 이상이 민간인 희생자라는 점에서는 모두 의견이 일치한다.
전쟁기간 중에 독일과 내통하고 있다고 여겨진 많은 사람들이 희생되었다. 특히 소련의 통일성을 해칠 민족주의 활동가들이 많이 처벌을 받았다. 폴란드, 라트비아, 그루지야, 우크라이나 등지의 민족주의 운동가들이 굴락에 보내졌다. 이들이 나중에 정치적으로 복권되었으나, 일부는 끝까지 기존의 자치구로 돌아오지 못했다. 또한 독일군에게 포로가 된 소련군의 많은 수가 시베리아의 강제 노역소로 보내졌다. 이는 스탈린이 독일과의 접촉에서 반소련적인 기질이 형성되었을 것을 우려한 때문이다.
1945년 5월 전승기념축제에서 스탈린은 대러시아 민족의 역할을 크게 치하하였다. "이 자리에서 저는 소련 인민의 번영을 기원하며 축배를 들고 싶습니다. 또한 대러시아 인들의 번영을 기원합니다. 그들은 이번 전쟁을 통해 소련 내에 있는 모든 민족들 사이에서 지도적인 위치에 있음을 인정받았습니다. 대러시아인들에 대한 우리의 믿음은 강력한 힘이 되었고, 이 힘을 가지고 우리는 인류의 적인 파시즘에 대한 역사적인 승리를 거둘 수 있었습니다."
2차대전은 대서양에서 태평양에 이르는 유라시아 대륙 전체에 엄청난 파괴와 살상을 낳았으며, 여기에서 자유로웠던 나라는 거의 없었다. 소련의 타격은 이 중 가장 심각한 것으로, 1930년대에 건설된 많은 공업지대가 파괴되었다. 전쟁이 끝난 이후 3년간 엄청난 기근이 닥쳤으며, 백여만 명의 사람이 죽고, 농업 생산성 하락으로 더 많은 사람들이 고통에 시달렸다. 하지만 소련은 전쟁의 파괴로부터 신속히 복구되었으며, 전쟁이 끝날 무렵에는 지구 상에서 가장 강력한 육군을 보유한 국가가 되었다.

### 공업 발전과 승전
양차 대전 사이의 급속한 공업화와 2차대전 동안 미국의 무기대여법으로 인해 소련의 전쟁물자 생산량은 나치 독일보다 높았다. 제2차 5개년계획을 통해 철강은 1200만 톤, 석탄은 1억 2800만톤의 생산량을 기록하였으며, 도중에 중단된 제3차 5개년계획 때에는 이 생산량이 각각 1900만, 1억 5000만 톤으로 증가하였다.
이러한 생산량의 증가는 군수산업의 발전으로 이어졌으며, 여기서 만들어진 무기를 가지고 소련군은 독일군에 대항하였다. 로버트 허칭스는 "공업발전이 더뎠다면 독일의 침공은 성공을 거뒀다는 데에 이견을 제시하는 사람은 거의 없다. 그리고 세계사는 상당히 다른 방향으로 진행되었을 것이다"라고 말한 바 있다. 한편 소련의 승리의 기반이 된 노동자들의 삶은 강요받은 목표 생산량을 채우느라 상당한 고통을 받았다. 또한 여전히 수백만 명이 강제노동수용소에서 강제노역을 하였다.

## 냉전

### 중앙유럽에서의 소련의 헤게모니
2차대전의 결과, 소련은 중앙유럽에 자신의 정치적, 군사적 영향력을 강화하는 데 성공한다. 이러한 움직임을 러시아 제국 정책의 연장선으로 보는 시각도 있다. 1918년의 브레스트-리토프스크 조약으로 인해 상실된 영토들(발트해 지역, 폴란드 동부 등)은 2차 대전 이후 다시 병합되었다. 러시아 소비에트 연방 사회주의 공화국은 독일로부터 프로이센의 동북부(지금의 칼리닌그라드주)를 획득했으며, 우크라이나 소비에트 사회주의 공화국은 슬로바키아로부터 지금의 자카르파탸주를 획득하였다. 또한 많은 우크라이나인들이 루마니아의 지역인 북부코비나에 이주하였다.
1940년대 말엽이 되면 친소련적인 공산주의 정당들이 폴란드, 체코슬로바키아, 헝가리, 루마니아, 불가리아에서 정권을 잡았다. 이들은 모두 소련의 예를 따라 스탈린주의식의 독재 체제를 구축하였다. 한편 서방 국가들은 이 나라들에서 치러진 선거가 조작된 것으로 주장하며 공산당 정부를 합법 정부로 인정하지 않았다. 냉전 기간 동안 이들 국가들은 소련의 위성 국가 역할을 하게 되었다. 이론적으로 그들은 독립국가였으나, 실질적으로 이 지역의 공산당 정부들은 대체로 소련 공산당의 방침에 따라 움직였다.

### 소-미 관계의 흐름
2차대전 동안 소련과 미국은 나치에 맞선 가장 강력한 동맹 세력으로 활약했다. 하지만 이것은 러시아와 미국 사이의 일반적인 흐름에서 일시적인 탈선에 가까웠다. 양국은 1890년대부터 경쟁적 관계에 있었다. 만주나 기타 동아시아 지역에서 러시아 제국은 식민주의적인 팽창을 추구했으며, 미국은 일본을 개항시킨 것처럼 시장주의적 팽창을 추구하였다.
1917년의 혁명 이후 양국의 경쟁구도는 극심한 이념대립으로 치달았다. 미국인들은 소련이 독일과 단독 협정을 체결하고 1차 대전에서 빠져나온 것을 비난하였으며, 소련은 미국이 이후 러시아 내전에서 백군을 지원한 사실을 비난했다. 2차 대전 기간 동안 소-미 양국은 동맹군으로 활약했지만, 소련은 1944년 6월의 노르망디 상륙작전 전까지 미국, 영국 등이 서부전선을 여는 데 소극적이었다는 사실을 잊지 않았다. 서방 측이 머뭇거리는 동안 소련은 단독으로 독일군을 상대해야 했으며, 2천만에 달하는 인명 피해를 보았다.

### 끝장난 전후 평화
유럽의 전쟁은 1945년 5월 8일에 막을 내렸다. 동서 방향으로 소련군과 서방군이 유럽의 한가운데에서 만나게 되었다. 그리고 이것이 이후 '철의 장막'의 기초가 되었다. 뒤돌아보면, 전쟁이 끝나기 전에 있었던 얄타회담에서 서로가 상대방을 강제로 쫓아내지 않기로 결의한 것이 냉전의 시초로 볼 수도 있다. 이러한 전체적인 전략은 동아시아 지역에도 그대로 적용되었다. 이것은 중화인민공화국과 조선민주주의인민공화국 공산주의 정권이 수립되고, 남한과 일본에 미군에 의한 군정이 실시된 것으로 나타난다. 정치적인 관점에서 보았을 때, 얄타회담은 세계를 미국을 중심으로 한 제1세계, 소련을 중심으로 한 제2세계로 분할하였다.
양대 진영의 양대 강국이 된 소련과 미국은 공산주의 체제와 자본주의 체제라는 근본적인 차이를 보이고 있었다. 그리고 이러한 대비가 양국에서 국가 이데올로기로 작용하였다. 이것은 간단하게 폐쇄경제와 무역, 국가계획과 자유로운 기업활동, 통제 정책과 자유주의 등의 대비로 표현되었다. 또한 이것은 전후의 개발도상국과 선진국의 대결구도로 나타나기도 한다.
하지만 1945년 당시만 하더라도 냉전은 피할 수 없는 당연한 것으로 받아들여지지는 않았다. 전쟁이 끝날 무렵 스탈린은 미국이 유럽의 재건을 위해 자금을 투입하는 것보다 독일과 일본의 재부상을 더 큰 위협으로 생각했다. 당시만 해도 영미가 주도한 반소련 전선은 큰 정치적 의미를 갖지 않는 것처럼 보였다. 당시 마르크스주의 이론가들은 자본주의 국가들이 과다생산의 결과 조만간 또 다른 불황에 직면할 것이라고 주장하였으며, 스탈린은 자본주의 국가들이 반소련 정책을 취하기보다 식민지와 무역을 놓고 내부 다툼을 벌일 것이라고 전망했다.
그러나 이러한 소련 측의 전망은 모두 빗나간 것으로 드러났다. 미국은 여전히 GDP의 30% 이상의 높은 수준의 국가 지출을 유지하고 있었으며, 그 형태만 달라졌을 뿐이다. 전쟁은 끝났지만 미국은 전시 체제와 비슷하게 유지되었으며, 높은 군비 지출을 유지하였다.
2차 대전은 유라시아 대륙 전반에 걸쳐 큰 영향을 남겼다. 하지만 주요 산업 국가 중 미국만이 이러한 참상에서 떨어져 있었다. 오히려 미국은 2차 대전을 통해 신속하게 세계 제일의 강국으로 성장하게 된다.
당시 미국 대통령이었던 해리 트루먼은, 전후 세계를 미국의 입맛에 맞게 개편하기로 하였다. 당시 서유럽은 전쟁으로 인해 피폐한 상태였고, 미국은 이 지역에 투자하여 제1세계의 맹주로 떠오른다. 소련 역시 비슷한 정책을 중앙유럽에 추진하였고, 미국이 서유럽을 미국식으로 개편한 것처럼, 중앙유럽을 소련식으로 개편하였다. 2차 대전으로 떠오른 양대 강국의 이런 행보가 계속됨에 따라, 양국의 관계는 급격하게 냉각되었다.
소련 경제학자들이 예측한 공황은 찾아오지 않았고, 서방 국가들은 일명 '황금 시대'로 접어들었다.

### 냉전의 시작
이 때 미국은 전 세계 공업 생산량의 50%를 담당하고 있었으며, 원자폭탄 등을 보유한 세계 제일의 군사 강국이 되어 있었다. 트루먼이 유럽 재건의 원칙을 세울 수 있었던 데에는 이러한 배경이 있다. 유럽이 회복되면 미국은 다시 이로부터 이득을 얻을 수 있었으며, 유럽의 회복을 위해서는 제2세계와 맞붙어 있었던 독일의 재건이 필수적이었다. 이러한 행동은 전쟁 기간 동안의 동맹을 유지하고자 했던 소련의 뜻과 상반되는 것이었다.
전후 세계를 전혀 다른 시각으로 접근한 미국의 움직임은 소련의 이익과 배치되었다. 소련은 트로츠키의 세계혁명 대신 일국사회주의를 받아들인 1920년대부터 국가 안보를 정책의 최우선으로 삼았다. 2차 대전 전만 하더라도 소련은 러시아 제국 시절 영토를 넘어서는 범위로의 확장은 자제하였다. 소련의 전후 정책도 이것의 연장선에 있는 것으로, 공격적인 팽창보다는 전쟁으로 황폐해진 나라를 굳건히 하기 위한 내부 정리에 초점을 두었다. 스탈린은 1960년대가 되면 일본과 독일이 다시 한번 소련에 큰 위협으로 다가올 것으로 생각했으며, 이에 따라 독일 침략의 발판이 될 수 있는 폴란드, 루마니아, 불가리아 등지에 신속하게 공산주의 정권을 수립하였다. 하지만 세계의 다른 나라들은 이것을 소련의 영향력을 팽창하려는 시도로 생각했으며, 국가 안보를 위한 움직임이라는 소련의 주장에 회의적인 입장을 드러냈다.
우선 동유럽과 중부 유럽에서 전후 계획이 어긋나기 시작했다. 독일의 침공으로 인해 2천만 정도의 인명을 살상당하고, 나폴레옹 전쟁 등 서방의 지속적인 침공에 시달려온 소련은, 독일의 국가적 능력을 완전히 파괴시켜 또 다른 전쟁을 미연에 막고자 하였다. 미국은 이와 다르게 민주주의적인 독일을 구상했다. 그들은 독일을 재건시켜 경제적 이득을 얻고, 군사적인 협력 관계를 가지고자 하였다. 뼛속까지 반공주의를 표방했던 윈스턴 처칠은 스탈린이 '철의 장막'을 치고 새로운 러시아 제국을 세우려 한다고 비난하였다. 또한 뒤이어 트루먼도 서독으로부터 전쟁의 배상을 받으려는 소련의 시도에 분명한 반대를 표방하였다. 이에 스탈린은 동독에 공산주의 정권을 세우는 것으로 대응하였다.
예로부터 러시아는 부동항(不凍港)을 확보하는 것을 국가적 목표로 삼고 있었다. 소련 역시 같은 목표를 추구하고 있었으며, 터키로부터 더 유리한 다르다넬스 해협 통행권을 보장받는 것으로 이러한 목표를 달성하려 하였다. 하지만 영국과 미국의 개입으로 이 시도는 성공하지 못했다.
하지만 아직 소련은 자신의 국가 안보가 크게 위협받고 있다고 생각하지는 않았다. 소련은 영미의 요청에 따라 북부 이란에서 물러났다. 얄타회담의 내용과는 조금 다르게 흘러간 것이지만 소련은 일단 수긍하였다. 그리스에서 공산주의자들의 투쟁이 벌어졌을 때에도 스탈린은 개입하지 않았고, 핀란드에 비공산주의적인 정권이 들어선 것도 승인했다. 또한 체코슬로바키아의 소련군도 1945년 말에는 퇴각한다. 하지만 3년 뒤에는 체코슬로바키아에 친소련적인 정부가 들어서게 된다.

### 봉쇄 정책과 마셜 플랜
영미가 소련이 다르다넬스 해협을 통해 지중해로 진출하려던 것을 차단한 이후, 미국이 여기에서 한발 더 나아갔다. 이것은 1947년 3월에 있었던 트루먼 독트린에서 명확하게 볼 수 있다. 여기서 트루먼은 공산주의를 봉쇄하기 위해 4억 달러를 지출할 것을 선언하였다. 이를 통해 그리스의 공산주의 투쟁을 잠재움으로써 미국은 전 세계에 분포해 있는 반공주의 정권(권위주의 정부를 포함해서)을 지원하기 위한 선례를 만들었다. 나아가 미국의 외교 정책은 공산주의의 본부인 소련 자체를 봉쇄하는 것으로 선회하였다. 이러한 정책은 소련이 붕괴될 때까지 이어졌다.
미국은 계속해서 반공산주의의 기운이 높은 서유럽과 동아시아(일본, 대한민국, 중화민국 등)의 경제를 재건하기 위해 많은 노력을 기울였다. 마셜 플랜으로 120억 달러가 서유럽에 지원되었다. 미국은 경제적으로 안정된 나라일수록 소련의 영향력에 떨어지지 않는다는 이유로 이러한 지원을 계속했으며, 장기적으로 이러한 관점이 미국 내에서 지지를 받았다.
이에 대응하여 스탈린은 베를린을 완전히 봉쇄해 버렸다. 베를린으로 들어가는 모든 철도와 도로가 폐쇄되었으며, 서베를린은 조만간 굶주림에 지쳐 항복할 것처럼 보였다. 그러나 스탈린의 이런 자신만만함은 트루먼의 공중 수송 작전으로 인해 무력화되었다. 1948~9년의 봉쇄 기간 동안 군사적인 대치국면이 조성되었다. 이후에 이 사건은 '베를린 공수작전'으로 유명해졌다.
1949년에 트루먼은 다른 11개국과 함께 나토(North Atlantic Treaty Organisation:북대서양 조약기구)를 창설하여 처음으로 유럽 동맹국들과 깊게 연루된다. 스탈린은 동유럽의 경제를 하나로 통합하는 일종의 '마샬 플랜'을 시행하고, 원자폭탄 발사 실험을 하는 것으로 대응하였다. 또한 나토에 대응하기 위해 중국을 끌어들여 바르샤바 조약 기구를 창설하였다.
미국은 여기에 기민하게 대응하였다. 1950년에 만들어진 비밀 문서 NSC-68에 따르면, 미국은 동맹 체계를 강화하고, 방위비를 4배로 증대하고, 냉전에 대비한 선전활동에 착수한다. 트루먼은 수소폭탄의 개발을 지시하였으며, 1950년 초에는 공산주의의 기운이 높아지고 있던 프랑스령 인도차이나를 지원하였다.(베트남 전쟁 참고) 또한 미국은 서독의 군대를 재건하려는 계획을 세웠는데, 그것은 소련이 그토록 반대하던 것이었다.
1945년 이후는 공산주의가 최정점에 달하던 시기이기도 하다. 소련의 영향력에 들어간 국가들을 제외하더라도, 공산주의 정당들이 벨기에, 프랑스, 이탈리아, 핀란드에서 엄청난 지분을 확보하는 데 성공한다. 또한 베트남, 인도, 일본, 라틴 아메리카에서 대중적인 영향력을 확보한다. 또한 자유 선거가 치러졌다고 보기는 힘들지만, 중국, 그리스, 이란에서도 공산주의의 인기가 매우 높았음을 알 수 있다.
이에 대응하여 미국은 대규모의 반공주의 이념공세를 펼쳤다. 공산주의를 봉쇄하려는 미국의 시도는 침략적이고 간섭적인 정책으로 드러났다. 훗날 이러한 노력들은 상당한 성공을 거둔 것으로 드러난다. 미국은 "자유 세계"의 지도 국가를 자임하였으며, 마찬가지로 소련은 "진보적이고 반제국주의 진영"의 맹주를 자임했다.

## 한국 전쟁
한국 전쟁은 이렇게 진행된 냉전이 열전으로 돌입하는 하나의 사건이다. 당시 남북한 각각 미국과 소련의 지원을 받는 친미, 친소적인 정부가 수립되어 있었다. 두 개의 국가가 아니라 한 개의 국가를 추구했던 김구나 박헌영, 여운형 등의 인물들은 암살되거나 제거된 상태였다. 김일성은 중국, 소련과 함께 남침을 협상하고 있었고, 이승만 역시 북진통일을 주장하고 있었다. 남북한에 각각 단독정부가 수립된 이후 고조된 긴장은, 1950년 6월 25일 북조선군의 대거 남침으로 본격화되었다. 기본적으로 한국 전쟁은 남북한 양국이 치른 전쟁이지만, 이쪽에 냉전의 양대 진영이 참전하여 격한 모습이 연출되었다.
당시 소련은 UN 안전보장이사회의 자리가 중화인민공화국이 아닌 중화민국에게 배정되어 있는 것에 항의하여 이사회를 보이코트하였다. 하지만 소련의 보이코트로 인해 안전보장이사회 차원의 거부권을 행사하는 나라는 없었고, UN은 조선민주주의인민공화국을 비난하고 대한민국에 지원을 보낼 것을 결의하게 된다. 이후 소련은 안전보장이사회에 빠지지 않고 참석했으며, 1971년 10월 24일 중화민국에 배정된 안전보장이사회의 자리도 중화인민공화국으로 대체되었다.